# Ginestra Bianconi
Ginestra Bianconi é uma físico-matemática italiana, conhecida por seus trabalhos na mecânica estatística e em teoria das redes, em especial o desenvolvimento do modelo Bianconi-Barabasi que possui a propriedade do condensado de Bose-Einstein. Atualmente ela é professora de Matemática Aplicada na Escola de Ciências Matemáticas da Queen Mary Universidade de Londres.

## Nascimento e educação
Bianconi nasceu em Roma em 27 de outubro de 1974. Ela possui láurea em Física obtido pela Universidade de Roma “La Sapienza” e PhD em Física obtido pela Universidade de Notre Dame, sob a orientação de Albert-László Barabási.

## Carreira acadêmica
Além do cargo na Queen Mary, Ginestra também faz parte do Instituto Alan Turing, ganhando sua associação em 2018. Ela também é membra da Sociedade de Ciência da Rede, Sociedade Europeia de Sistemas Complexos, Sociedade Matemática de Londres, Sociedade Europeia de Física e da Sociedade Européia de Mulheres na Matemática.

## Pesquisa
As pesquisas de Ginestra Bianconi se concentram em teoria das redes, matemática aplicada e mecânica estatística para sistemas complexos. Junto do professor Albert-László Barabási, ela formulou o modelo Bianconi-Barabási, variante do modelo Barabási-Albert, que possui a característica do condensado de Bose-Einstein. O modelo faz a ligação com a teoria de redes relacionando a presença de nós de uma rede com grandes conexões (hubs) com conceitos de física quântica, fazendo a relação da conectividade dos nós com os estágios de energia do condensado de Bose-Einstein. A Internet e a World Wide Web são exemplos de redes que apresentam essas características.
Outra linha de destaque de suas pesquisas envolve a formulação de teoria da informação baseada na entropia de conjuntos de redes que pode ser utilizada para a resolução de problemas de inferência.
Recentemente, Ginestra tem suas pesquisas focadas em redes com multicamadas, geometria e topologia de redes, percolação e controle de redes.